# ザイヌル・アベディン

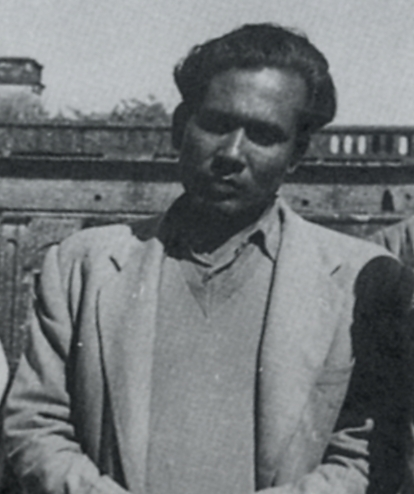
1955年の写真

ザイヌル・アベディン（Zainul Abedin、1914年12月29日 - 1976年5月28日）は、バングラデシュの画家。ミメンシング県ミメンシング出身。

## 人物
1938年コルカタ芸術工芸大学卒業。国内の飢餓を訴えた作品を描きベンガルにおける文化運動を進めた。運動や芸術教育にも力を入れており、ダッカ大学に美術学部を設立している。
彼の墓はダッカ大学のキャンパス内にある。